# Im Yong-myong
Im Yong-myong, född 5 januari 2002, är en nordkoreansk simhoppare.

## Karriär
Vid VM 2024 i Doha tog Im silver i mixat parhopp från 10-metersplattformen tillsammans med Jo Jin-mi. Vid olympiska sommarspelen 2024 i Paris slutade han på 22:a plats i 10-metersplattformen.